# Punta de prueba

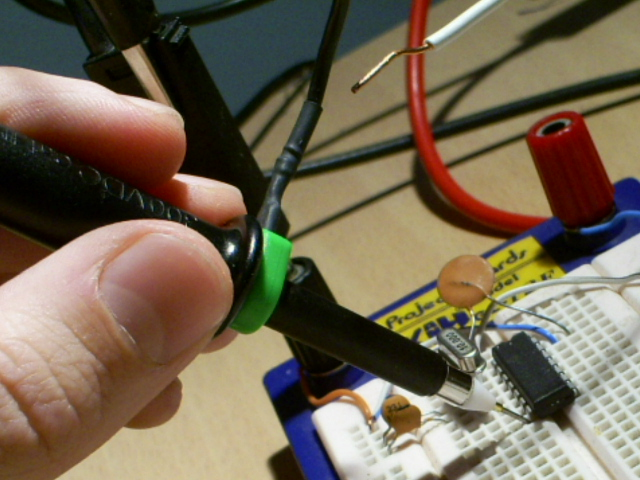
Punta de prueba.

Una punta de prueba (o simplemente una punta) es un dispositivo que permite realizar una conexión física entre una fuente de señal o punto de prueba (DUT) y un instrumento de medición electrónico, como por ejemplo un osciloscopio.
Existe una gran variedad de puntas de prueba, desde dispositivos sencillos y resistentes hasta otros más sofisticados, caros y frágiles.

## La punta de prueba ideal
Una punta de prueba ideal tiene las siguientes características:
- Facilidad de conexión al punto de prueba
- Fidelidad absoluta de la señal que mide
- Carga nula presentada a la fuente de señal
- Inmunidad completa al ruido

### Facilidad de conexión al punto de prueba
Un requerimiento esencial para poder realizar una medición, es la capacidad de conectar la punta de prueba al punto que se está interesado medir. Con una punta ideal, uno sería capaz, además, de realizar esta conexión con facilidad.
Para circuitos en miniatura, tales como los de tecnología de montado de superficie (SMT) de alta densidad, la facilidad de conexión está brindada a través de cabezas de puntas de prueba miniatura y distintos adaptadores de extremos de puntas de prueba diseñados para este tipo de dispositivos. Estas puntas de prueba, sin embargo, son muy pequeñas para un uso práctico en, por ejemplo, circuitos de potencia industriales, donde es común tener altas tensiones y cables de referencia más largos. Para aplicaciones de potencia, se necesitan puntas de prueba más grandes con mayores márgenes de seguridad.
Del párrafo anterior debe quedar claro que no existe un único tamaño o configuración ideal de puntas de prueba para todas las aplicaciones. Por esta razón, se han diseñado puntas de prueba de distintos tamaños y configuraciones para cumplir con los requerimientos de conexión de distintas aplicaciones.

### Fidelidad absoluta de la señal que mide
La punta de prueba ideal debe ser capaz de transmitir cualquier señal desde su extremo hasta la entrada del instrumento de medición (el Osciloscopio de rayos catódicos en general) con una fidelidad absoluta. Dicho de otra forma, la señal, tal como se manifiesta en el punto de prueba, debería ser replicada fielmente a la entrada del instrumento de medición.
Para ello, la circuitería de la punta de prueba debe poseer atenuación nula, ancho de banda infinito y fase lineal en todas las frecuencias. No solo se trata de requerimientos ideales imposibles de alcanzar en un esquema real, sino que además son imprácticos. Por ejemplo, no tiene sentido hablar de un ancho de banda infinito, si lo que se está midiendo son frecuencias de audio.

### Carga nula presentada a la fuente de señal
Cualquier dispositivo externo, como una punta de prueba en este caso, que se conecte a un punto de prueba, aparecerá como una carga adicional a esa fuente de señal. El dispositivo externo actúa como una carga al tomar corriente del circuito (es decir, de la fuente de señal). Esta nueva carga modifica la operación del circuito que se está midiendo, y por lo tanto modifica la señal original en el punto de prueba.
Una punta de prueba ideal presenta una carga nula a la fuente de señal o, dicho de otra forma, no toma corriente alguna de ella. Para que esto suceda, la punta de prueba debe tener impedancia infinita, cosa que no puede darse en la práctica. Una punta de prueba siempre tomará algo de corriente para poder generar una tensión a la entrada del instrumento de medición.

### Inmunidad completa al ruido
Siempre existen fuentes de ruido en el medio ambiente, tales como tubos fluorescentes y equipos de ventilación de motores. Estas fuentes pueden inducir su ruido en circuitos y cables en sus cercanías, provocando que su ruido se sume a la señal original. Es por esta razón que un simple cable no se usa como punta de prueba, pues un cable es susceptible al ruido.
Una punta de prueba ideal es inmune a cualquier fuente de ruido y por lo tanto la señal que entrega a la entrada del instrumento de medición no agrega ruido a la señal que mide, más allá del que la señal ya tenía en el punto de prueba.
lo más

## Puntas de prueba de voltímetros
Las puntas de prueba de los voltímetros están compuestas simplemente de cables equipados, en un extremo, con un conector que encaja en el voltímetro y, en el otro extremo, un sostenedor plástico con la punta misma, que permite al operador sostener la punta y resguardarlo del riesgo de un shock eléctrico. Dentro del cuerpo plástico de la punta de prueba, el cable está conectado a un extremo metálico rídigo y punteagudo que permite la conexión al punto de prueba.
Las dos puntas de prueba que utilizan los voltímetros son por lo general una roja (para la punta positiva) y otra negra (para la punta negativa). Cualquiera de ellas puede reemplazarse por un cable con terminación de conector cocodrilo, permitiendo una conexión al punto de prueba que no necesita ser sostenido por el operador. Algunas pruebas también permiten colocar un conector cocodrilo en las extremidades de la punta, cubriendo así la punta metálica.
Las dos puntas de los voltímetros comunes pueden soportar tensiones de hasta 1000 voltios y corrientes de unos poco amperios. Pueden medir corriente continua (DC) o alterna (según modelos, limitados a la frecuencia de red (50Hz o 60Hz) o con posibilidad de medir de un rango de frecuencias de hasta varios kilohercios).

### Puntas de prueba de alta tensión
Si se inserta una alta resistencia en serie con la punta de prueba, y si se agregan grandes cantidades de aislación eléctrica, es posible crear una punta de prueba que permita que un voltímetro común mida tensiones muy altas (de hasta unos 50kV). El valor del resistor debe ser tal que forme un divisor de tensión apropiado con la resistencia de entrada del voltímetro. Debido al valor elevado del resistor (uno cuantos megohmios), las puntas de prueba de alta tensión sirven solo para medir corriente continua: el circuito RC que se forma con la capacidad parásita de la entrada del voltímetro atenuará las frecuencias que aparezcan en DC.

## Puntas de prueba de osciloscopios
Debido a las altas frecuencias que entran en juego, los osciloscopios comúnmente no usan simples cables para conectar al punto de prueba (DUT), sino que se usan puntas de prueba de osciloscopio. Dichas puntas de prueba usan un cable coaxial para transmitir la señal desde el extremo de la punta hasta la entrada del osciloscopio, conservando aquellas altas frecuencias importantes para la operación correcta de este instrumento.
Las puntas de prueba de osciloscopio se clasifican en dos grandes grupos: pasivas y activas.

### Puntas pasivas
Las puntas de prueba de osciloscopio pasivas se construyen con cables y conectores y, cuando existe la necesidad de compensación y atenuación, resistores y condensadores. No contienen componentes electrónicos activos, como transistores o amplificadores, y por lo tanto no necesitan que se les provea potencia.
El diseño más común inserta un resistor de 9 megohm en serie con el extremo de la punta. La señal se transmite entonces desde la extremidad de la punta hasta la entrada del osciloscopio a través de un cable coaxial especialmente diseñado para minimizar la capacitancia y el efecto de ringing. El resistor sirve para minimizar la carga que la capacitancia del cable introduciría en el punto de prueba. En serie con la impedancia de entrada normal de 1 megohm del osciloscopio, el resistor de 9 megohm crea una divisor de tensión x10, por lo que a estas puntas se las conoce como puntas de baja capacitancia o puntas x10 ("puntas por diez").
Debido a que la entrada del osciloscopio tiene capacitancias parásitas en paralelo con el resistor de 1 megohm, el resistor de 9 megohm debe encontrarse también en paralelo con un  condensador, llamado condensador de puenteo, de manera de evitar que se forme un filtro pasa bajo RC con la capacitancia parásita del osciloscopio. El valor de este condensador de puenteo debe elegirse de manera tal que, combinado con el condensador de entrada del osciloscopio, se forme también un divisor de tensión x10. De esta manera, la punta provee una atenuación uniforme x10 desde corriente directa (mediante la atenuación que proveen los resistores) hasta frecuencias bastante altas de corriente alterna (mediante la atenuación que proveen los condensadores).
Tiempo atrás, el condensador de puenteo en la extremidad de la punta era ajustable, permitiendo configurar la atenuación x10. Los diseños más modernos de puntas tienen en su extremidad un circuito electrónico de lámina gruesa recortada por láser que combina el resistor de 9 megohm con una condensador de puenteo de valor fijo. Adicionalmente, se agrega un pequeño condensador ajustable (condensador de compensación) en paralelo con la capacitancia de entrada del osciloscopio. En ambos casos, la punta debe ajustarse de manera tal de que garantice una atenuación uniforme a toda frecuencia. A este proceso se lo conoce como compensación de la punta de prueba, y normalmente se lleva a cabo midiendo una onda cuadrada y ajustando el condensador de compensación hasta que en el osciloscopio se visualiza una señal lo más cuadrada posible. En el caso en que la señal tenga los bordes pronunciados o redondeados, se dice que la punta está sobrecompensada o subcompensada, respectivamente. Las puntas de prueba más rápidas y más nuevas poseen esquemas de compensación más complejos y pueden llegar a requerir otro tipo de ajustes.
Existen también puntas atenuadoras x100, al igual que algunos diseños especiales para uso con altas tensiones (de hasta 25 kV).
Las puntas de prueba pasivas se conectan al osciloscopio con un conector BNC comúnmente. Las mayoría de las puntas atenuadoras x10 presentan una carga de alrededor de 10 a 15 pF y 10 megohm al punto de prueba (DUT). Puntas atenuadoras x100 presentan una carga más leve.

### Puntas activas
Puntas de prueba de osciloscopio activas contienen o dependen de componentes eléctricos activos, como transistores, para su operación. En la mayoría de los casos, el elemento activo es un transistor de efecto campo (FET) en la forma de un pequeño amplificador, construido a partir de un FET, montado directamente dentro de la extremidad de la punta de prueba. De esta manera se obtienen capacitancias parásitas excepcionalmente bajas (típicamente entre unos pocos picofaradios hasta menos de un faradio), sin comprometer el valor de la alta resistencia en corriente directa (DC). Es común ver capacitancias de 1 pF o menos con una resistencia de 1 megaohmio.
Se conectan al osciloscopio de la misma manera que las puntas Z0, es decir, usando un cable coaxial de 50 ohm terminado a la entrada del osciloscopio.
Sin embargo, las puntas activas tienen varias desventajas, que han evitado que reemplacen completamente a las puntas pasivas:
- Son varios órdenes de magnitud más caras que las puntas pasivas
- Requieren que se les entregue potencia (aunque esto lo hace el osciloscopio)
- Poseen un rango dinámico limitado, por lo general llega a bajar hasta los 3 a 5 volts.
- Pueden dañarse por sobretensión o, algunas veces, incluso por descarga electrostática.

Para evitar algunas veces el limitado rango dinámico, muchas puntas activas le permiten al operador introducir una tensión de desplazamiento (o tensión de offset). El rango dinámico total estará todavía limitado, pero el operador podrá ajustar su punto central de manera tal de que tensiones en el rango de, por ejemplo, cero a cinco voltios puedan medirse en lugar de -2.5 a +2.5.
Debido a su baja tensión inherente, no hay una necesidad importante de que se provean grandes cantidades de aislante para asegurar la seguridad del operario contra shock eléctrico. Esto permite que la extremidad de la punta en puntas activas sea extremadamente pequeña, haciéndolas ideales para uso en equipos electrónicos modernos de alta densidad. Debido a su tamaño y a sus excelentes características eléctricas, son las preferidas para detección de problemas en electrónica digital.
Antes de la llegada de electrónica del estado sólido de alta performance, se construyeron unas pocas puntas activas usando tubos de vacío para los amplificadores.

### Puntas diferenciales
Las puntas diferenciales son una variación especial de las otras familias de puntas, optimizadas para medir señales diferenciales, es decir, aquellas que están referenciadas una a la otra en lugar de estar referenciadas cada una a tierra. Para maximizar la relación de rechazo de modo común (CMRR), las puntas diferenciales deben proveer dos caminos de señal que sean tan idénticas como sea posible, coincidiendo en atenuación, respuesta en frecuencia y retraso temporal globales.
Tiempo atrás, esto se hacía diseñando puntas pasivas con dos caminos de señal, que condujeran a una etapa de amplificador diferencial hasta cerca del osciloscopio. Con los avances en la electrónica del estado sólido, se ha tornado muy práctico poner el amplificador diferencial directamente en la extremidad de la punta, facilitando enormemente los requerimientos en el resto del camino de señal, que ahora se hace de una sola terminal, en lugar de diferencial y la necesidad de que los parámetros en el camino de la señal coincidan desaparece. Una punta diferencial moderna tiene comúnmente dos extensiones metálicas que pueden ajustarse por el operador para tocar los dos puntos en el punto de prueba (DUT) simultáneamente. Así se hace posible alcanzar valores de CMRR muy altos. Se alcanzan por ejemplo anchos de banda de 1 GHz con CMRR desde 60 dB (1000:1) a 1 MHz hasta 30 dB (32:1) a 1 GHz.

### Puntas de prueba elásticas
Puntas con el mismo propósito pero se usan para pruebas de gran volumen, cuentan con una construcción diferente a las puntas de prueba ordinarias, ya que dentro del funcionamiento normal de estas puntas se encuentra un muelle o resorte que actúa como ajuste perfecto entre la pieza a la cual se le efectúa alguna prueba ICT(In-Circuit-Test) o FCT(Functional-Circuit-Test) y la interfaz de prueba.

### Puntas  de prueba Neumáticas
Puntas de prueba que usan como actuador Aire comprimido obtenido de un compresor en un cilindro de metal, también usadas para pruebas ICT o FCT, estas puntas son de alto costo porque se necesita incorporar partes neumáticas para que las puntas funcionen correctamente.
Estas puntas son muy eficientes para el uso automotriz